# Silvia Barrera (veterana de guerra)
Silvia Barrera (San Martín, 25 de abril de 1959) es una instrumentadora quirúrgica y veterana de la Guerra de Malvinas que sirvió a bordo del buque Almirante Ara Irízar que estuvo a solo 600 metros de la costa de las Islas. Es la mujer más condecorada de la historia de las Fuerzas Armadas Argentinas. Actualmente es la encargada de ceremonial y protocolo del Hospital Militar "Cirujano Mayor Dr. Cosme Argerich".

## Trayectoria
Silvia Barrera es una instrumentista quirúrgica argentina formada en el Hospital Ramos Mejía que se alistó como voluntaria en el ARA «Almirante Irizar» a los 23 años, mientras trabajaba en el Hospital Militar Central. Durante la Guerra de Malvinas, se unió a un grupo de cinco instrumentistas quirúrgicas para brindar servicio sanitario a bordo del rompehielos Buque Hospital «Almirante Irizar». Su trabajo incluyó la participación en numerosas cirugías y curaciones.
Barrera formó parte de un grupo de mujeres que desempeñaron un papel fundamental en el cuidado y salvamento de vidas durante el conflicto bélico con Inglaterra durante los 11 días que estuvo en el barco-del 8 al 19 de junio de 1982-.
Después de regresar de la guerra, retomó su trabajo como instrumentadora quirúrgica en el Hospital Militar. Con el tiempo, dejó ese puesto para asumir la coordinación de varias áreas, incluyendo ginecología, oftalmología, urología, cardiología y cirugía general. Se formó a través de múltiples cursos, lo que le permitió adquirir conocimientos en gestión hospitalaria y administración de sistemas de salud.
En la actualidad, está a cargo del área de ceremonial y protocolo del Hospital Militar central, donde participa activamente en la planificación y coordinación de eventos clave para la institución. También colabora con el equipo de psicólogos y psiquiatras del centro de excombatientes, aportando en la elaboración de estadísticas sobre los veteranos y temas relacionados con Malvinas. Además, brinda charlas en escuelas, universidades y otros espacios, compartiendo su testimonio y experiencia.

## Condecoraciones y homenajes
De acuerdo con la resolución nacional 1.438/12emitida por el Ministerio de Defensa, el 19 de noviembre de 2012 se le concedió el reconocimiento a Barrera y a 15 excombatientes mujeres de Malvinas, por su destacada labor durante el Conflicto Armado del Atlántico Sur. En el año 2014, Barrera fue condecorada con la medalla a la mujer distinguida en el Ejército, y también recibió la medalla del Congreso.